# Cheumatopsyche bohakayi
Cheumatopsyche bohakayi is een schietmot uit de familie Hydropsychidae. De soort komt voor in het Afrotropisch gebied.